# 下津井城
下津井城（しもついじょう）は、岡山県倉敷市下津井にあった日本の城（平山城）。岡山県指定史跡。

## 概要
南側に下津井の町並みを見下ろす丘陵の上にある。連郭式の平山城であり、西より西の丸、二の丸、本丸、三の丸、中の丸、東の丸が直線的に配されている。また、小さいながらも本丸には天守があった。城の北側の丘陵に侍屋敷が配されていた。江戸時代初期に廃城となったため遺構としては石垣、土塁が残っているのみである。なお、倉敷市天城の正福寺に城門が移築され現存していると伝えられている。

## 沿革
- 文禄年間（1592年 - 1596年）に、宇喜多秀家が築城。城主に浮田家久が入る。
- 慶長8年（1603年）池田忠継が岡山藩主となり、赤穂城代池田長政を普請奉行に改修を行う。
- 慶長12年（1607年）改修が完了。長政は駿府城からの帰途、病没し完成を見ることはなかった。
- 慶長14年（1609年）池田之助の長男で輝政の甥由之が利神城より城代として転出し、引き続き3万2千石を拝領する。
- 慶長18年（1613年）輝政の死に際し、由之は明石城に移る。
- 寛永9年（1632年）由之の子で米子城代で3万2千石取りの出羽守由成が、岡山藩・鳥取藩国替えに伴い城代となる。
- 寛永16年（1639年）一国一城令により廃城となる。なお、由成は岡山藩家老として天城に陣屋を構え移った。
- 昭和43年（1968年）7月19日、岡山県指定史跡となる。